# Byron Gallimore
Byron Gallimore ist ein US-amerikanischer Musikproduzent. Vorwiegend produziert er Künstler, die im Bereich der Country- und Rockmusik anzusiedeln sind. Seine Firma heißt BGO Music.
Er war der Produzent der Countrypopgruppe Sugarland mit Jennifer Nettles und Kristian Bush. Außerdem ist er der langjährige Produzent von Tim McGraw. Byron produzierte zusammen mit James Stroud bereits Tim McGraws Debütalbum aus dem Jahre 1993. Auch produziert er regelmäßig die Alben von Faith Hill, die mit Tim McGraw verheiratet ist.
Jessica Andrew hat er damals entdeckt und gefördert, indem er alle von ihr bisher erschienenen Alben produzierte, arrangierte und als obendrein "creative consultant" in den Booklets geführt wird.
Byrons Frau Missi ist als A&R-Agentin stets auf der Suche nach guten Songkompositionen und Texten, die sie dann an namhafte Künstler anbietet, die die Songs interpretieren und aufnehmen. Oft sucht sie auch Songs aus für die Künstler, die von ihrem Mann produziert werden.
| Personendaten    | Personendaten                    |
| ---------------- | -------------------------------- |
| NAME             | Gallimore, Byron                 |
| KURZBESCHREIBUNG | US-amerikanischer Musikproduzent |
| GEBURTSDATUM     | 20. Jahrhundert                  |